# Conteville (Somme)
Conteville é uma comuna francesa na região administrativa de Altos da França, no departamento de Somme. Estende-se por uma área de 6,46 km². Em 2010 a comuna tinha 220 habitantes (densidade: 34,1 hab./km²).